# Бордоња (Бергамо)
Бордоња је насеље у Италији у округу Бергамо, региону Ломбардија.
Према процени из 2011. у насељу је живело 110 становника. Насеље се налази на надморској висини од 666 м.